# Эспаррос
Эспарро́с (фр. Esparros, окс. Esparròs) — коммуна во Франции, находится в регионе Юг — Пиренеи. Департамент — Верхние Пиренеи. Входит в состав кантона Барт-де-Нест. Округ коммуны — Баньер-де-Бигор.
Код INSEE коммуны — 65165.

## География
Коммуна расположена приблизительно в 670 км к югу от Парижа, в 115 км юго-западнее Тулузы, в 30 км к юго-востоку от Тарба.
По территории коммуны протекает река Эгет (фр. Ayguette).

## Климат
Климат умеренно-океанический с солнечной тёплой погодой и обильными осадками на протяжении практически всего года.

## Население
Население коммуны на 2010 год составляло 165 человек.
| 1962 | 1968 | 1975 | 1982 | 1990 | 1999 | 2010 |
| ---- | ---- | ---- | ---- | ---- | ---- | ---- |
| 244  | 232  | 202  | 211  | 192  | 194  | 165  |

## Администрация
| Период | Период | Фамилия       | Партия                              | Примечания |
| ------ | ------ | ------------- | ----------------------------------- | ---------- |
| 1989   | 2006   | Андре Пен     | Французская коммунистическая партия |            |
| 2006   | 2008   | Этьен Дютю    |                                     |            |
| 2008   | 2020   | Жан-Мари Дютю |                                     |            |

## Экономика
В 2010 году среди 111 человек трудоспособного возраста (15-64 лет) 84 были экономически активными, 27 — неактивными (показатель активности — 75,7 %, в 1999 году было 70,3 %). Из 84 активных жителей работали 77 человек (40 мужчин и 37 женщин), безработных было 7 (2 мужчин и 5 женщин). Среди 27 неактивных 1 человек был учеником или студентом, 20 — пенсионерами, 6 были неактивными по другим причинам.

## Достопримечательности
- Карстовая шахта Эспаррос[фр.][4]

## Фотогалерея

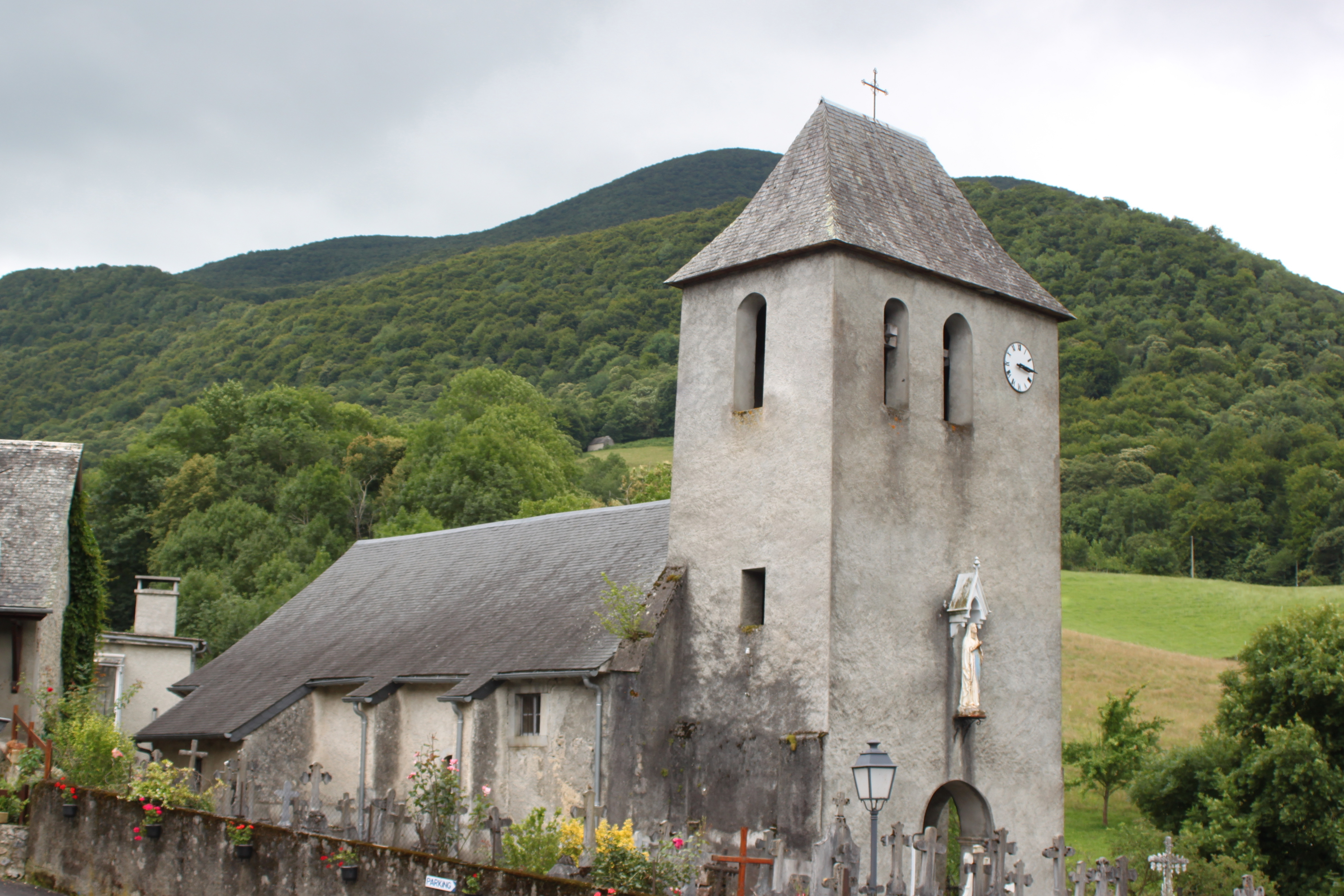
Церковь
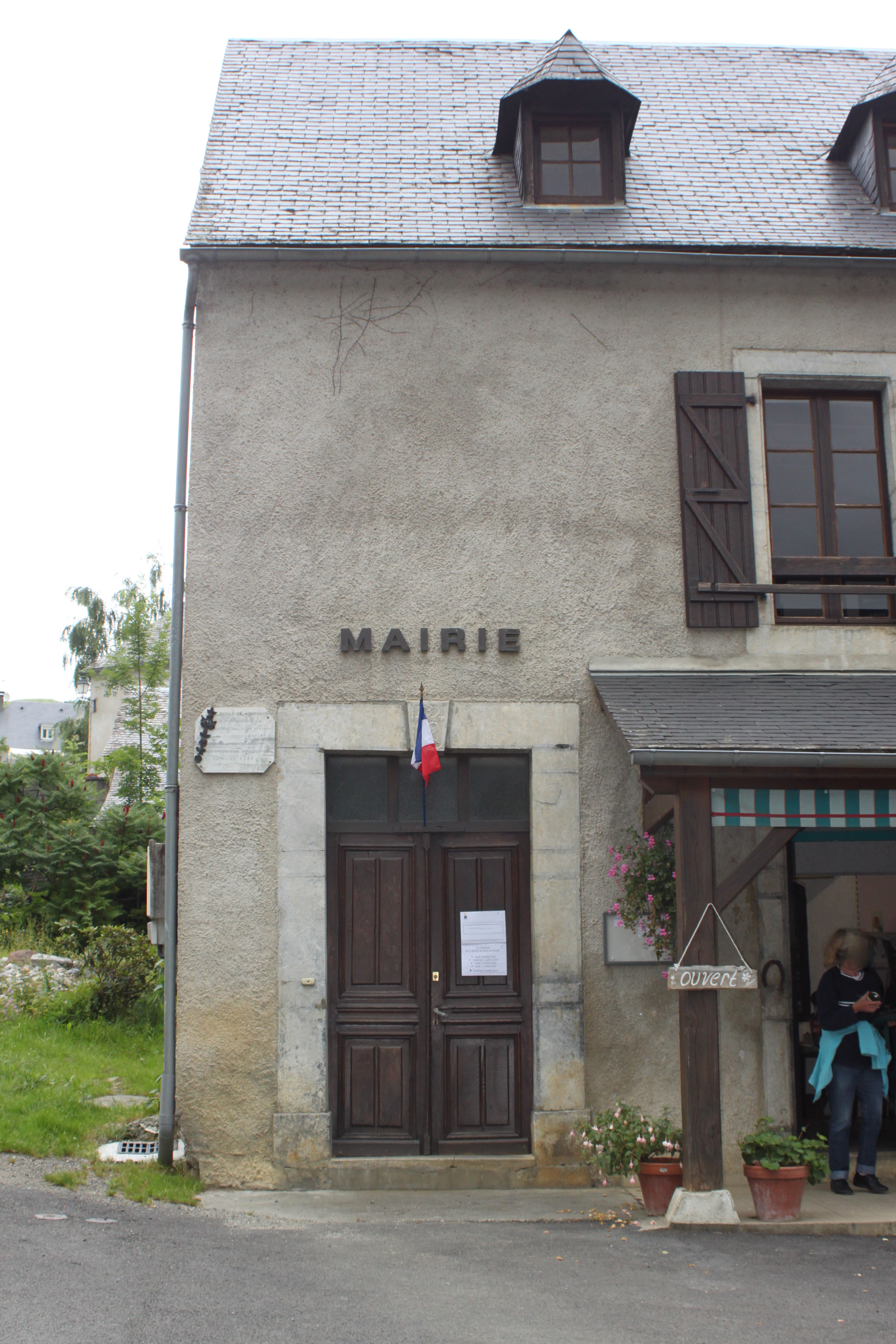
Мэрия
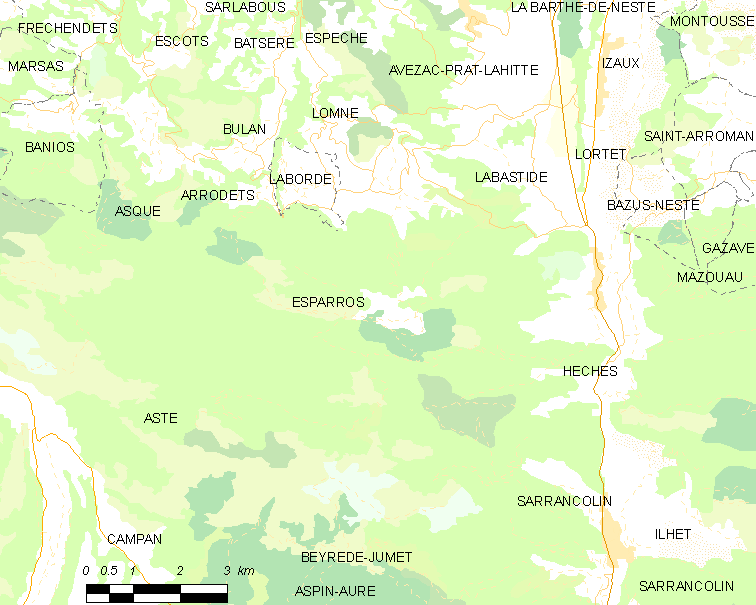
Карта коммуны